# Wincenty Krajewski (oficer)
Wincenty Krajewski (ur. 21 lipca?/2 sierpnia 1869 w Radziwiłłówce, zm. przed 1928 w Warszawie) – polski lekarz i żołnierz, generał brygady Wojska Polskiego.

## Życiorys
Urodził się 2 sierpnia 1869 roku w Radziwiłłówce, w powiecie krzemienieckim, w rodzinie obywatela ziemskiego Hilarego Henryka, powstańca styczniowego, i Walerii z Jezierskich. Kształcił się w Żytomierzu, gdzie uzyskał maturę. W 1893 ukończył studia medyczne w Petersburgu, uzyskując tytuł doktora nauk medycznych. Od 1893 był oficerem zawodowym rosyjskiej służby zdrowia. W latach 1899–1900 odbył w Berlinie i Paryżu staże naukowe. Pełnił służbę jako lekarz w klinice Ministerstwa Spraw Wewnętrznych w Petersburgu, gdzie do 1904 był ordynatorem. Uczestniczył w wojnie rosyjsko-japońskiej 1904–1905. Do 1906 pozostawał na froncie japońskim. Po wojnie jako radca stanu – generał major, pracował w Departamencie Medycznym Ministerstwa Wojny.
W I wojnie światowej w latach 1914–1916 był pełnomocnikiem Czerwonego Krzyża i szefem służby lekarskiej Frontu Kaukaskiego, po czym powrócił do Petersburga. Po rewolucji 1917 został aresztowany, a później uwolniony w wyniku interwencji ambasady francuskiej, wyjechał do Hiszpanii, następnie do Francji. W 1919 sformował oddział sanitarny złożony z Polaków, Rosjan i Czechów i jako generał brytyjski przybył z nim do Omska. Pełnił służbę jako szef sanitarny armii kontrrewolucyjnej, czasowo kierował ministerstwem zdrowia i opieki społecznej. Po zdławieniu ruchu antybolszewickiego na Syberii wyjechał do Harbina, gdzie utworzył Ligę Swobody i Praw Człowieka. Potem emigrował z Rosji do Ameryki, skąd dostał się do Warszawy. Nie znajdując dla siebie stanowiska, w 1921 wyjechał ponownie do Paryża, ale w następnym roku powrócił do Polski.
Na podstawie dekretu Naczelnika Państwa i Naczelnego Wodza z 2 lipca 1922 roku został przyjęty z dniem 1 maja 1922 roku z byłej armii rosyjskiej „do wojska z zaliczeniem do Rezerwy Armii bez powołania do służby czynnej w stopniu generała podporucznika”. Następnie został zweryfikowany w stopniu generała brygady rezerwy ze starszeństwem z 1 czerwca 1919 roku w korpusie generałów. Osiadł w Warszawie, gdzie zmarł. Pochowany na cmentarzu Powązki Wojskowe w Warszawie (kwatera A14-5-4/5) w grobowcu gen. Mikołaja Krajewskiego, gdyż pomyłkowo potraktowano ich jako braci (nie byli spokrewnieni).